# Anthem, inc. (vdor v sistem)
Anthem, inc. je ameriška zdravstvena zavarovalnica, ki je 4. 2. 2015 podala prijavo vdora v njihov informacijski sistem in masovni zlorabi osebnih podatkov ljudi, ki so stranke zavarovalnice. Vdor v sistem se je sicer zgodil že veliko prej (datum vdora ni znan). Hekerji so vdrli v računalniški sistem in tako prišli do baze podatkov o skoraj 80 milijonov ljudi. To pomeni, da lahko zlorabljajo identitete ljudi, najemajo posojila, izsiljujejo bolnike in podobno. Vse to je mogoče zaradi vrste informacij, do katerih so prišli (glej Posledice).
Anthem, inc. je bila ustanovljena v 40. letih 20. stoletja in jo danes poznamo kot eno največjih zdravstvenih zavarovalnic. Njen direktor je Joseph R. Swedish.

## Posledice
Preiskava, ki jo je izvedel FBI, je pokazala, da so z vdorom hekerji prišli do podatkov, ki vključujejo imena, rojstne datume, številke socialnega zavarovanja, podatke o zdravstvenih zavarovanjih, krajih bivanja, elektronskih poštah, podatke o zaposlitvah (tudi informacije o mesečnih dohodkih ljudi) in druge podatke.
Predvidevamo lahko, da se bodo ukradeni podatki prodajali na črnem trgu.

## Žrtve
Koliko je žrtev vdora v Anthem, inc. se je dolgo časa le predvidevalo. Zadnje preiskave so pokazale, da je bilo v tem vdoru prizadetih 78,8 milijonov ljudi.

## Storilci
Hekerji še niso bili odkriti, saj je v takih primerih preiskovanje zelo težko. Preiskava, ki jo vodi FBI, se je začela že februarja 2015, a žal še ni obrodila sadov.  
Nacionalna preiskava v ZDA namiguje, da bi storilci lahko bili hekerji s Kitajske, čeprav je ta podatek zaenkrat še nepotrjen. Bi pa ta namig lahko pojasnil opozorilo, ki ga je izdal FBI in govori o tem, da želijo kitajski hekerji priti do osebnih podatkov iz komercialnih in vladnih omrežjih v ZDA.

## Varnost Anthem, inc. v prihodnosti
Glavne skrbi ob vdorih v tovrstne organizacije so:
- Zdravstvene ustanove se soočajo z unikatnimi izzivi ob prenosu zdravstvenih zapisov,
- zdravstveno-varstvene organizacije morajo razvijati infrastrukturo in zavarovati podatke pred kibernetskimi vdori,
- posledice vdorov v zdravstveno-varstvene organizacije so lahko katastrofalne.[7]

Anthem, inc. se je po vdoru v letu 2015 povezala z mednarodno organizacijo, ki je specializirana za preiskovanje kibernetskih napadov. S pomočjo te organizacije bo Anthem, inc. v prihodnosti delala na tem, da se zmanjša možnost ponovnega vdora v sistem (izboljšali bodo varovanje sistema).

## Sorodni vdori
Kljub temu, da je bil vdor v Anthem, inc. eden največjih vdorov v letu 2015, se je v tem letu zgodilo še kar nekaj podobnih vdorov (vdorov v ustanove, povezane z zdravstvenimi storitvami).
Najbolj odmevni taki vdori v sisteme so bili:
- Premera Blue Cross,
- Excellus BlueCross BlueShield,
- UCLA Health,
- MIE - Medical Informatics Europe,
- CareFirst,
- VTech,
- OPM,
- Ashley Madison.[8]